# Climate of Hunter
Climate of Hunter è l'undicesimo album in studio del cantautore statunitense Scott Walker. Fu pubblicato nel marzo 1984 e raggiunse la posizione 60 della Official Albums Chart. Fu l'unico disco del cantante da lui realizzato negli anni Ottanta. Track Three e Blanket Roll Blues vennero estratti come singoli promozionali.
Tutti i brani vennero composti tra agosto e settembre 1983 e registrati tra ottobre e dicembre in Inghilterra, presso i The Town House, EMI e Sarm West Studios. L'album fu poi pubblicato come LP nel marzo 1984, ricevendo recensioni positive, e su CD nello stesso periodo. Nel gennaio 2006 fu ristampato in una versione rimasterizzata con un'estetica rimodernata e rivista. L'artwork originale era stato progettato da C.More.Tone, con la fotografia di Bob Carlos Clarke.

## Antefatti
A seguito dell'ennesima stroncatura della critica verso il decimo album solista, We Had It All del 1974, e delle vendite sempre più calanti, Walker decise di riformare i The Walker Brothers, firmando un contratto con la GTO Records. Il gruppo così riunito registrò tre dischi, No Regrets del 1975, Lines del 1976 e Nite Flights del 1978. I primi due continuavano sulla strada delle cover di classici del MOR Country Pop già intrapresa da Walker negli ultimi suoi due lavori in studio. La title track No Regrets riscosse anche particolare successo all'inizio del 1976, ma entrambe le opere furono un insuccesso in termini di vendite e di giudizi critici.
I Walker Brothers realizzarono Nite Flights consci dell'imminente fallimento della GTO. Pertanto optarono, senza compromessi, per un album interamente formato da composizioni originali. Il risultato fu un suono decisamente più art-rock, ricco di sintetizzatori e chitarre elettriche e dal suono della batteria più duro. Le quattro canzoni solo di Scott - Shut Out, Fat Mama Kick, la title track e The Electrician - furono le sue prime originali dal 1970, dai tempi di 'Til the Band Comes In. La sua tecnica di scrittura risultò notevolmente maturata dal suo lavoro degli anni Sessanta, avendo molti punti di contatto con gli stili di David Bowie, Brian Eno e Lou Reed. Il suono estremamente oscuro e scomodo delle canzoni di Scott, in particolare The Electrician, fu precursore della direzione del suo futuro lavoro da solista.
Nite Flights venne pubblicato nel 1978, risultando l'ennesimo fallimento commerciale. Fu tuttavia ben accolto dalla critica, che lodò soprattutto i contributi di Scott. Crollata l'etichetta discografica, questi si ritrovò senza un contratto discografico e in un'intervista al giornalista Alan Bangs affermò di aver vissuto «non molto» tra l'album dei Walker Brothers e Climate of Hunter
. Si paragonò a Orson Welles, un grande uomo che tutti volevano incontrare, ma per il quale nessuno avrebbe mai finanziato il prossimo progetto. Dalla sua ormai critica posizione in piedi, nei primi anni Ottanta furono realizzate tre antologie e il cantante firmò un accordo a lungo termine con la Virgin Records. Julian Cope infatti, un suo fan sfegatato, assemblò nel 1981 una raccolta intitolata Fire Escape in the Sky: The Godlike Genius of ScottWalker, seguita da Scott Walker Sings Jacques Brel e The Best of Scott Walker. A dispetto del nuovo contratto, Walker tardò a comporre una nuova opera.

## Registrazione e stile musicale
Sebbene il lento procedimento creativo di Walker, tutte le canzoni vennero incise e completate molto velocemente negli ultimi sei mesi del 1983. Climate of Hunter venne prodotto da Peter Walsh, allora noto per aver lanciato definitivamente i Simple Minds con il loro New Gold Dream (81-82-83-84), del 1982. I due assemblarono un gruppo di illustri musicisti ed esperti dell'improvvisazione libera, come il sassofonista Evan Parker, il chitarrista dei Dire Straits Mark Knopfler e il cantante R&B Billy Ocean.
Parlando delle sessioni di registrazione nel documentario Scott Walker: 30 Century Man del 2006, Walsh raccontò che i musicisti dovevano registrare le loro parti senza conoscere la melodia portante di nessuna delle canzoni, sia perché Walker non aveva fatto alcuna demo da fargli sentire e sia perché la melodia era «un segreto strettamente custodito». Il cantante spiegò che se essa fosse stata conosciuta, avrebbe poi portato via il brano dal «luogo concentrato» che aveva in mente. L'intenzione era di «tenere tutto un po' sconnesso», così «non ci sarebbe stata la possibilità di andare tutti insieme».
I pezzi così prodotti sono guidati da e fondati sulla batteria di Peter Van Hooke, sul basso di Mo Foster e sulla voce di Walker. Chitarre, sintetizzatori, ottoni e archi vennero usati con parsimonia con risultati tra l'altro molto eterei, quasi astratti. Un'orchestra è prominente in Rawhide ed è il solo accompagnamento di Sleepwalkers Woman, mentre le chitarre si fanno principalmente sentire in Track Three, Track Seven e Blanket Roll Blues.
Walker decise inoltre di non dare a metà delle tracce totali dell'album dei veri e propri titoli, ma soltanto delle indicazioni numeriche di esse nella tracklist. Spiegò successivamente in un'intervista televisiva al programma musicale The Tube  che le canzoni erano complete e che i titoli potevano '«farle sbandare»' o «sovraccaricarle», presumibilmente dando un peso eccessivo a un verso del testo rispetto agli altri
.
A questi pezzi allora sono stati attribuiti i titoli informali di Delayed (Track Three), It's a Starving (Track Five), Say It (Track Six), and Stump of a Drowner (Track Seven), perché il libretto con i testi mette in grassetto proprio quei versi di partenza, anziché mettere i vari Track come denominazioni.
Blanket Roll Blues, la traccia di chiusura, è l'unica canzone composta da Tennessee Williams, realizzata per il film del 1959 tratto dalla sua opera teatrale Orpheus Descending Pelle di serpente, diretto Sidney Lumet, in cui viene cantata da Marlon Brando.

## Accoglienza
| Recensione   | Giudizio |
| ------------ | -------- |
| AllMusic     |          |
| The Guardian | [ 5 ]    |

L'album è stato accolto da giudizi misti, ma complessivamente favorevoli.

## Lista delle tracce
Tutte le composizioni di Scott Walker, eccetto Blanket Roll Blues (testi di Tennessee Williams, musica di Kenyon Hopkins).
1. Rawhide – 3:55
2. Dealer – 5:12
3. Track Three (Titolo informale: "Delayed") – 3:50
4. Sleepwalkers Woman – 4:11

1. Track Five (Titolo informale: "It's a Starving") – 3:35
2. Track Six (Titolo informale: "Say It") – 3:12
3. Track Seven (Titolo informale: "Stump of a Drowner") – 3:46
4. Blanket Roll Blues – 3:16

## Formazione
- Scott Walker – voce
- Peter Van Hooke – batteria
- Mo Foster – basso elettrico
- Brian Gascoigne – tastiere (2,3 & 5) e arrangiamenti orchestrali
- Mark Knopfler – chitarra (8)
- Mark Isham - tromba (2 & 3)
- Gary Kettel - percussioni (5 & 7)
- Billy Ocean - armonie vocali (3)
- Phil Palmer - chitarre (3)
- Evan Parker - sassofono tenore e soprano (2 & 6)
- Ray Russell - chitarre (3 & 7)
- Bob Carlos Clarke - fotografia
- c•more•tone - sleeve design

## Pubblicazioni
| Paese       | Data            | Etichetta | Formato              | Catalogo  |
| ----------- | --------------- | --------- | -------------------- | --------- |
| Regno Unito | marzo 1984      | Virgin    | LP                   | V 2303    |
| UK          |                 | Virgin    | CD ('Compact Price') | CDV 2303  |
| UK          | 30 gennaio 2006 | Virgin    | CD                   | CDVR 2303 |

## Posizione in classifica
| Classifica  | Posizione massima |
| ----------- | ----------------- |
| Regno Unito | 60                |